# Kaple svaté Anny (Darkov)
Kaple svaté Anny je součástí areálu lázeňského parku v Darkově v místní části Lázně Darkov. Od roku  1992 je chráněnou kulturní památkou České republiky.

## Popis
Kapli, náležející pod římskokatolickou farnost Karviná, nechal v roce 1902 postavit nájemce a lékař lázní Darkov císařský rada doktor Vilhelm Degré s chotí Annou Marií. Poblíž stojí mariánský sloup, který na vlastní náklady nechala postavit Anna Marie Degré.

### Exteriér
Kaple je zděná omítaná stavba postavená v novoklasicistním stylu na půdorysu obdélníku s pětibokým odsazeným závěrem na kamenném neomítaném soklu a se sedlovou střechou. Fasáda je hladká s jemně profilovanou korunní římsou a rohovou bosáží. Okna mají půlkruhové zaklenutí a jsou rámována šambránami s klenákem. V okapových stěnách lodi je po dvou oknech, ve třech stěnách závěru je po jednom okně. Geometrické kosodélné vitráže tvoří výplně oken.
Vstupní průčelí je ukončeno štítem, který tvoří atikový pás na němž je užší nástavec s obdélným štukovým rámem a volutami po stranách, ukončený trojúhelníkovým tympanonem. V tympanonu je štukový reliéf znázorňující boží oko a světelné paprsky vystupující z mraků. Na zděný štít osově nasedá konstrukce dřevěné zvoničky v podobě arkády. Je ukončena lomenou sedlovou stříškou s profilovanými lištami a kovovým křížem ve vrcholu. Zvon je zavěšen ve středu profilovaného oblouku se sdruženým klenákem. Oblouk nesou sloupky, které jsou ukotveny do zdiva štítu ocelovými válcovanými profily, a celá konstrukce je jištěna ocelovou pásovinou ukotvenou do střechy kaple.
Vstup do kaple rámují dva korintské sloupy s hlavicemi zdobenými akanty a hlavičkami andělíčků. Vstupní dveře, rámované šambránou s uchy, jsou kazetové dvoukřídlé s latinským křížem v horních kazetách.
Nad portálem byla umístěna černá mramorová deska s textem „Marienkapelle errichtet durch den kaiserlichen Rat Dr. Wilhelm Retré 1902“ a v obdélném štukovém rámu byla tabule s nápisem „Maria Kapelle“. Nápisy byly odstraněny v roce 1945.

### Interiér
Kaple má valenou klenbu, kněžiště je zaklenuto konchou. Sloupkový oltář nese obraz svaté Anny učící dítě. Předlohou podoby svaté Anny byla Anna Marie Degré a její dcera Elis byla předlohou pro tvář dítěte. V kapli jsou sošky Nejsvětějšího Srdce Pana Ježíše, Srdce Matky Boží a socha Nejsvětější Panny Marie Lurdské. Lázenští hosté z Prahy z vděčnosti darovali sošku Pražského Jezulátka.
V kapli jsou malé varhany vyrobené ve firmě K.u.K. Hof Harmonium Fabrik Kotykiewicz z Vídně. Varhany zakoupil bývalý správce lázní Edmund Manda.

## Mariánský sloup
Před kaplí stojí mariánský sloup se skříňovým nástavcem, který nechala v roce 1902 postavit Anna Marie Degré. Na sloupu byla tabulka s nápisem: „Errichtet von Anna Degré 1902“, která byla odcizena.

### Popis
Mariánský sloup tvoří dřevěný sloupový podstavec s patkou na půdorysu čtverce. K rohům patky a sloupu jsou přisazeny čtvercové odstupňované sloupky, které přecházejí ve válcové sloupky ukončené volutami. Na profilovanou hlavici sloupu nasedá hranolovitá skříňka s dvířky a třemi prosklenými stranami. Skříňka je završena plechovou kupolí s křížem. Ve skříňce je umístěna soška Madony s dítětem na levé ruce. Mariánský sloup má bílou barvu, vnitřek skříňky je modrý. Madona je oděna do červeného šatu s modrým pláštěm, Ježíšek s rozpaženýma rukama má bílou košilku.

## Galerie

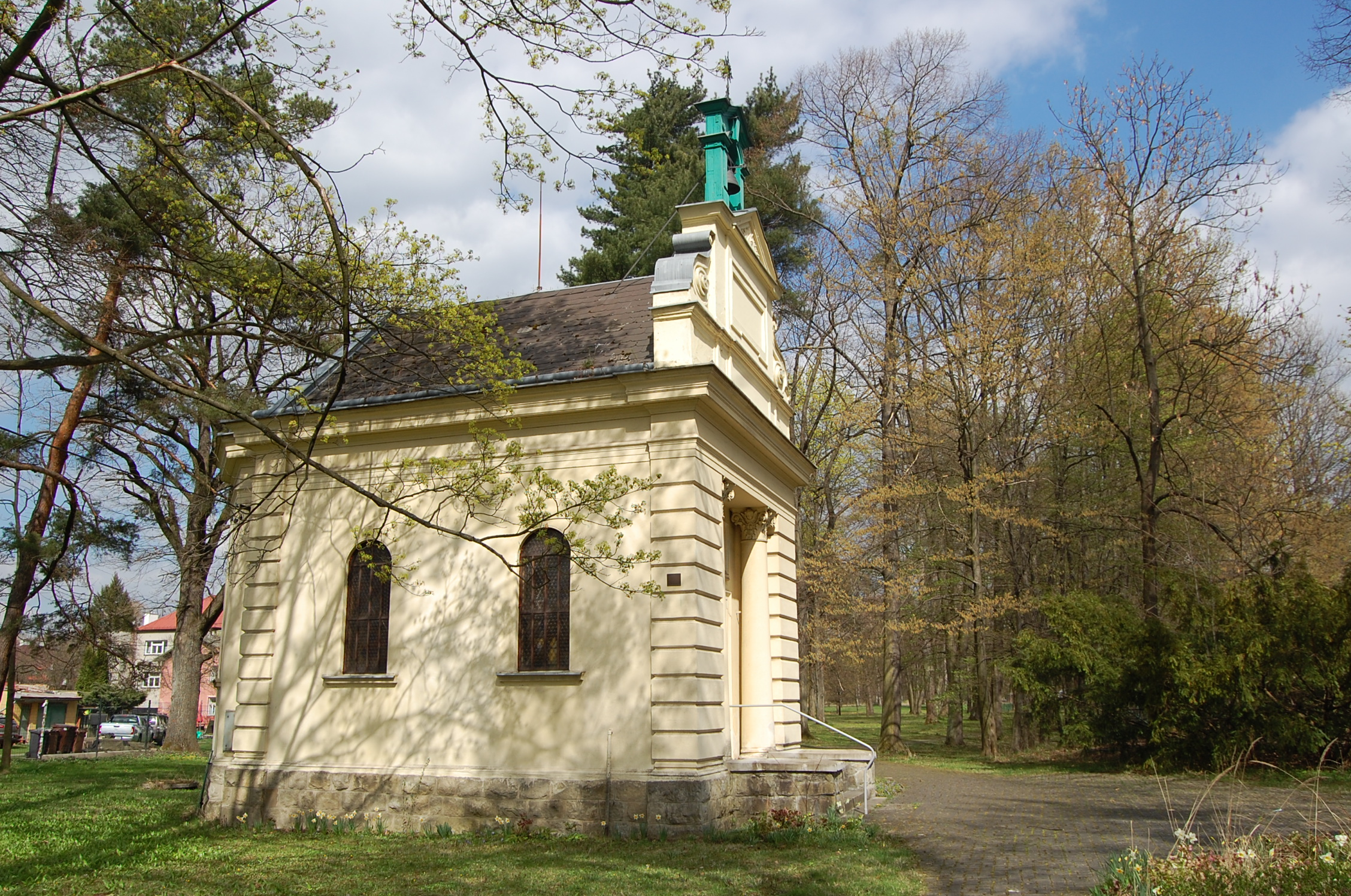
Boční pohled
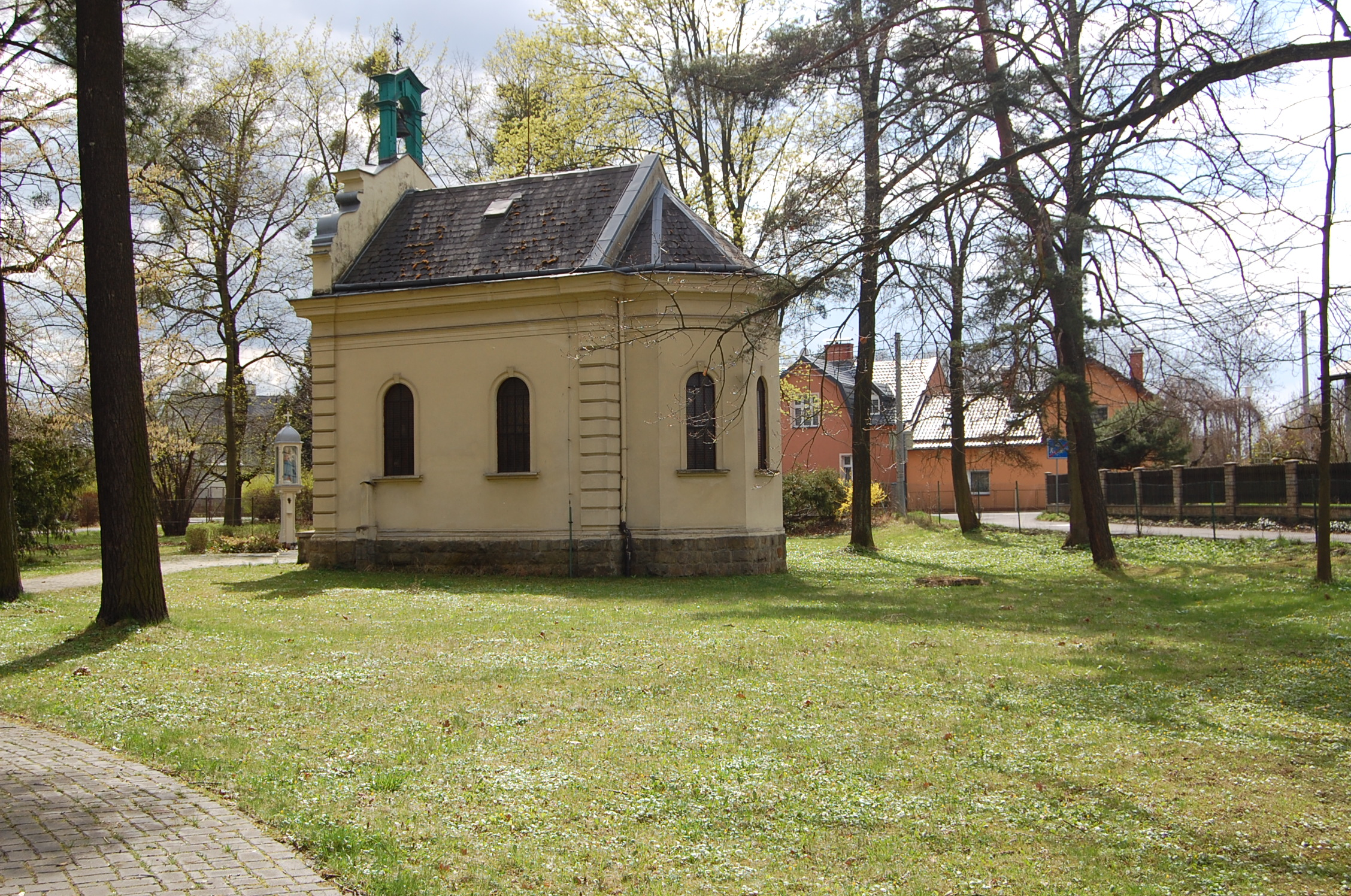
Kaple svaté Anny
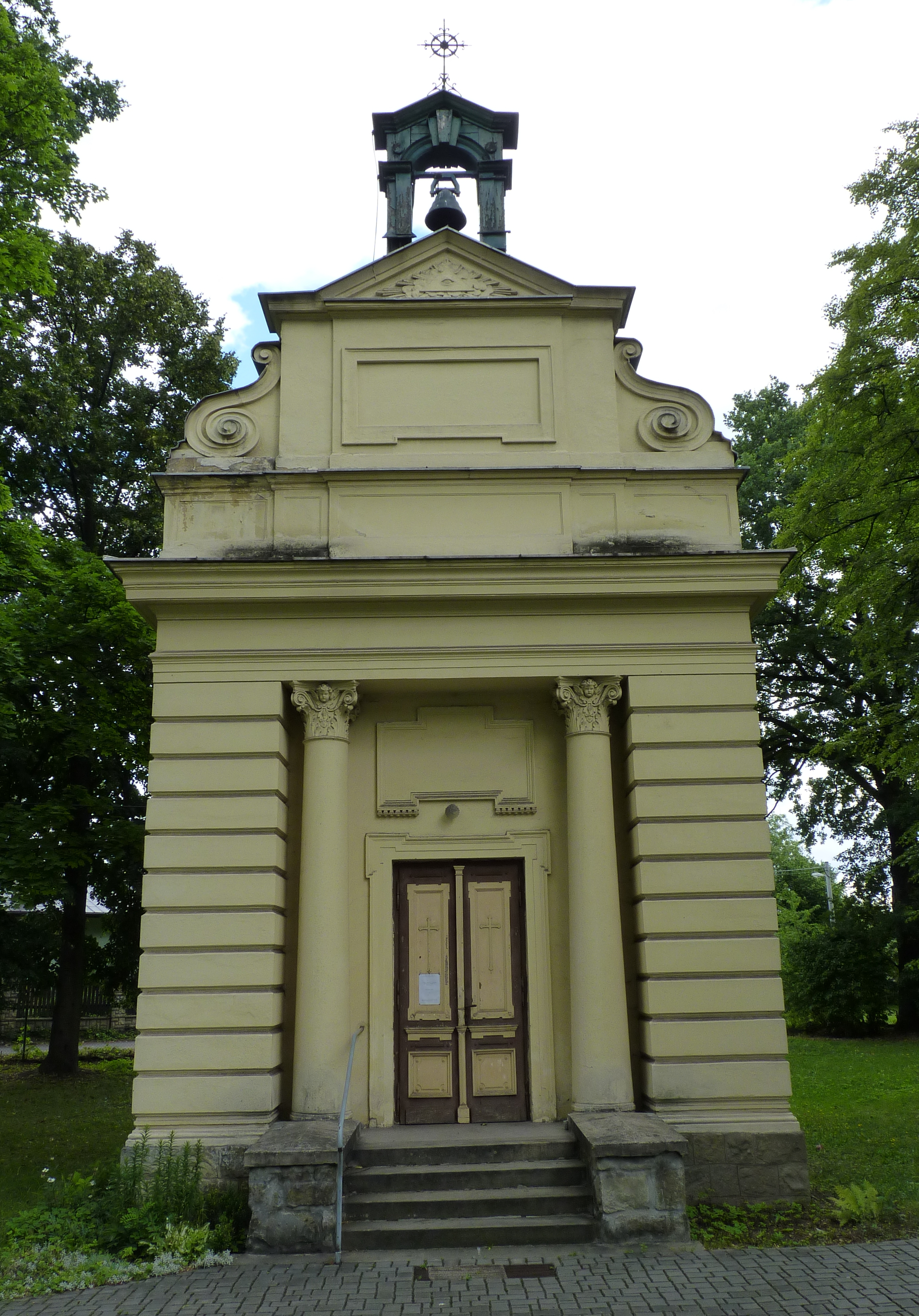
Vstupní průčelí
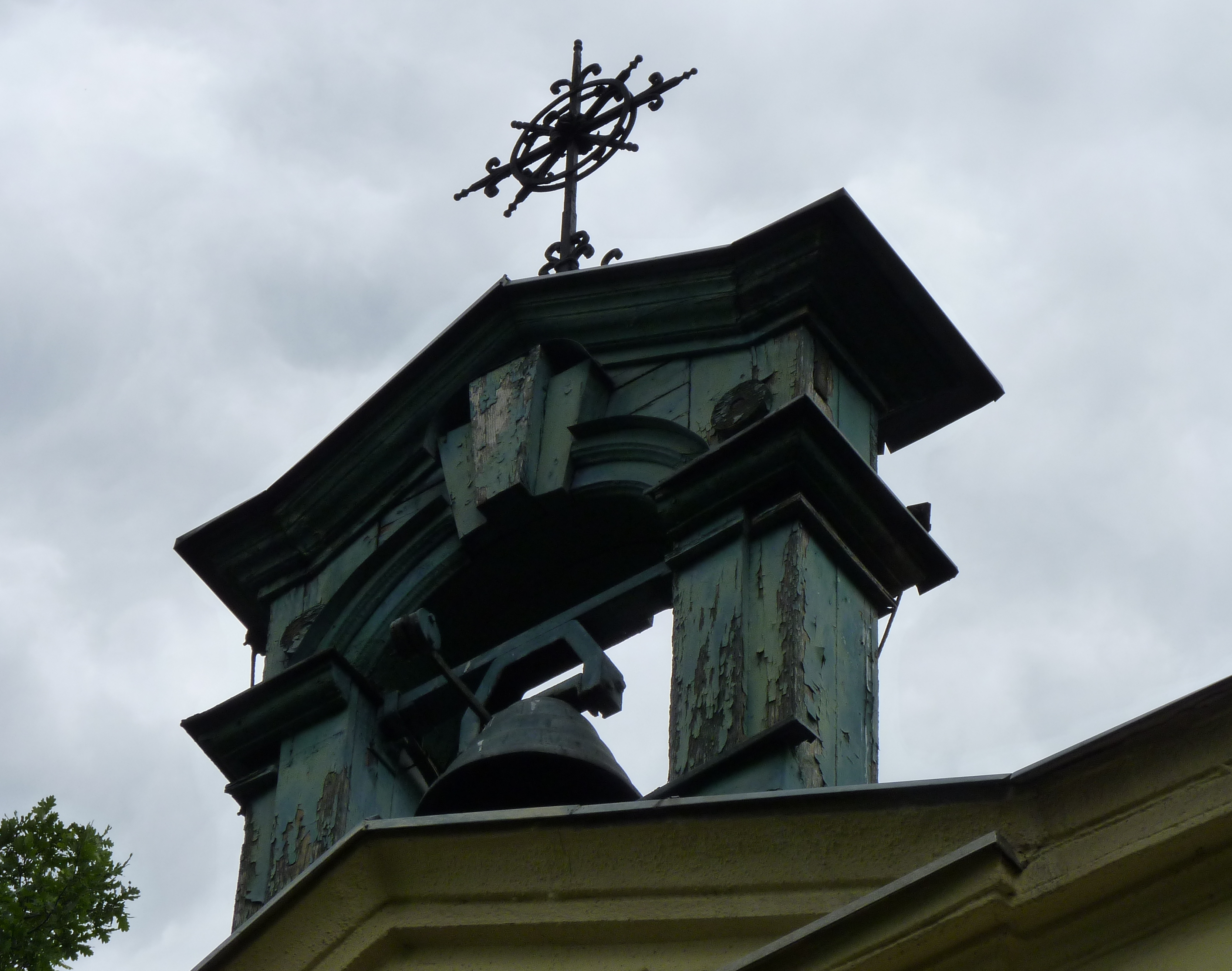
Zvon
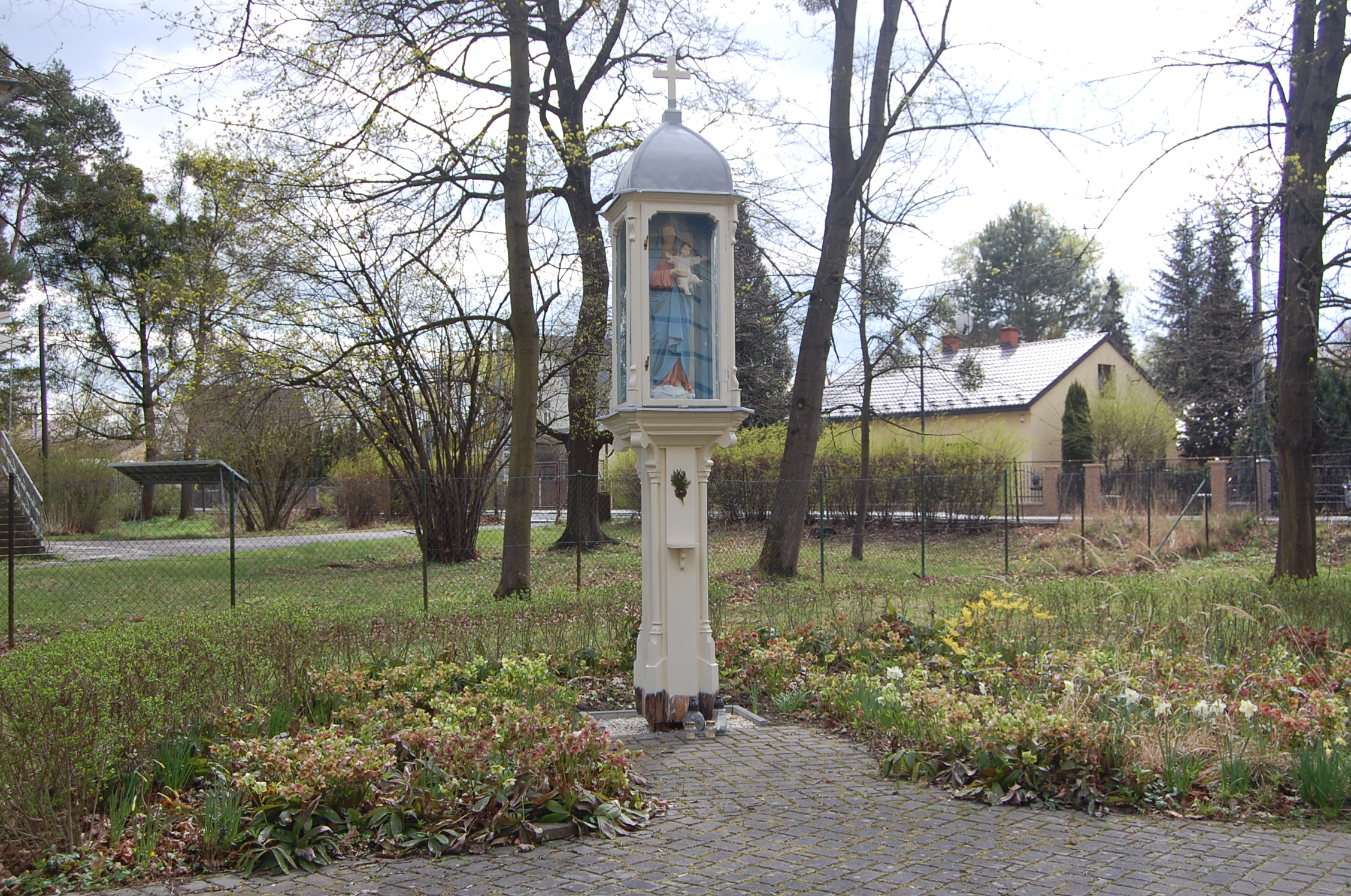
Mariánský sloup
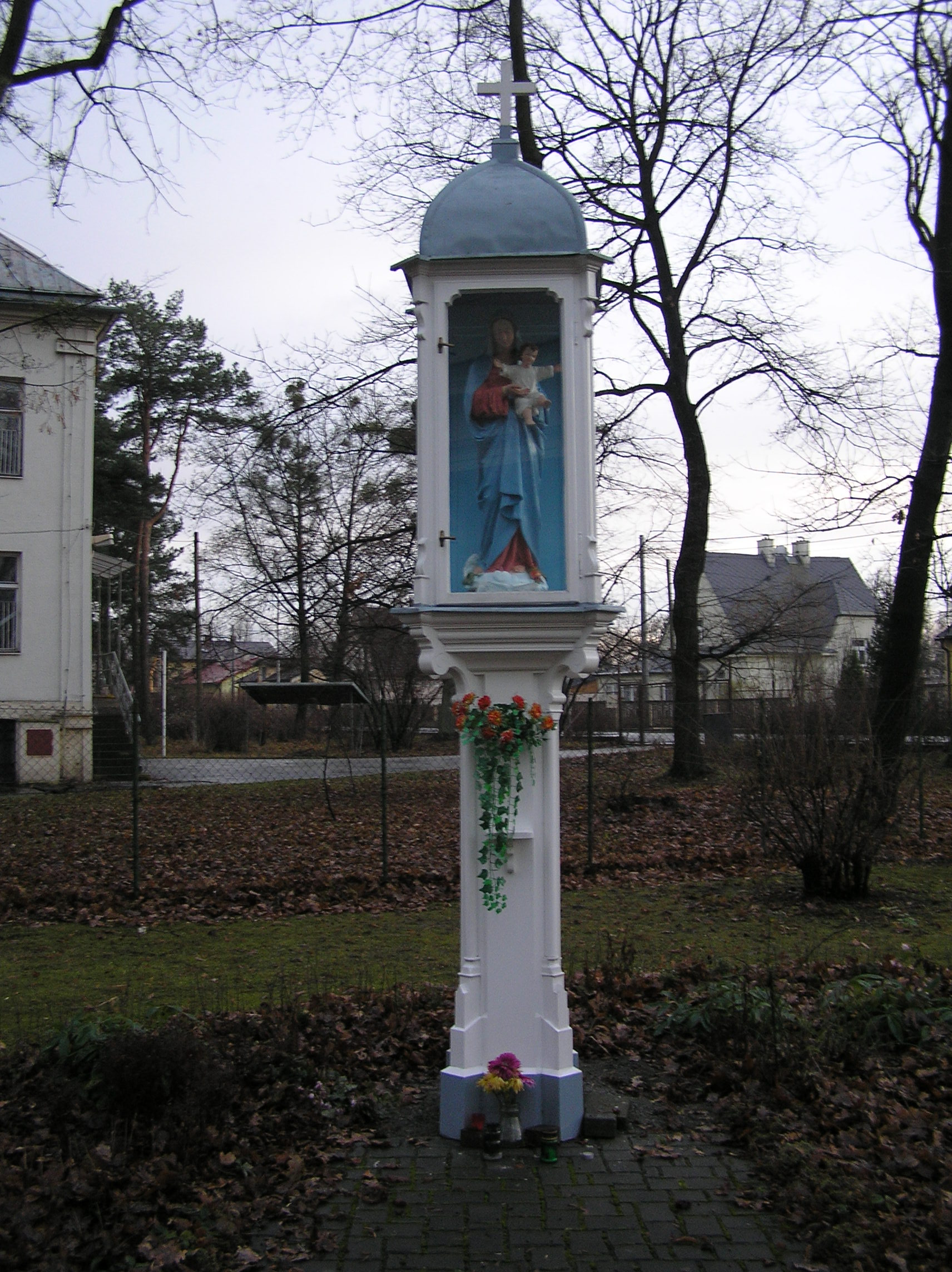
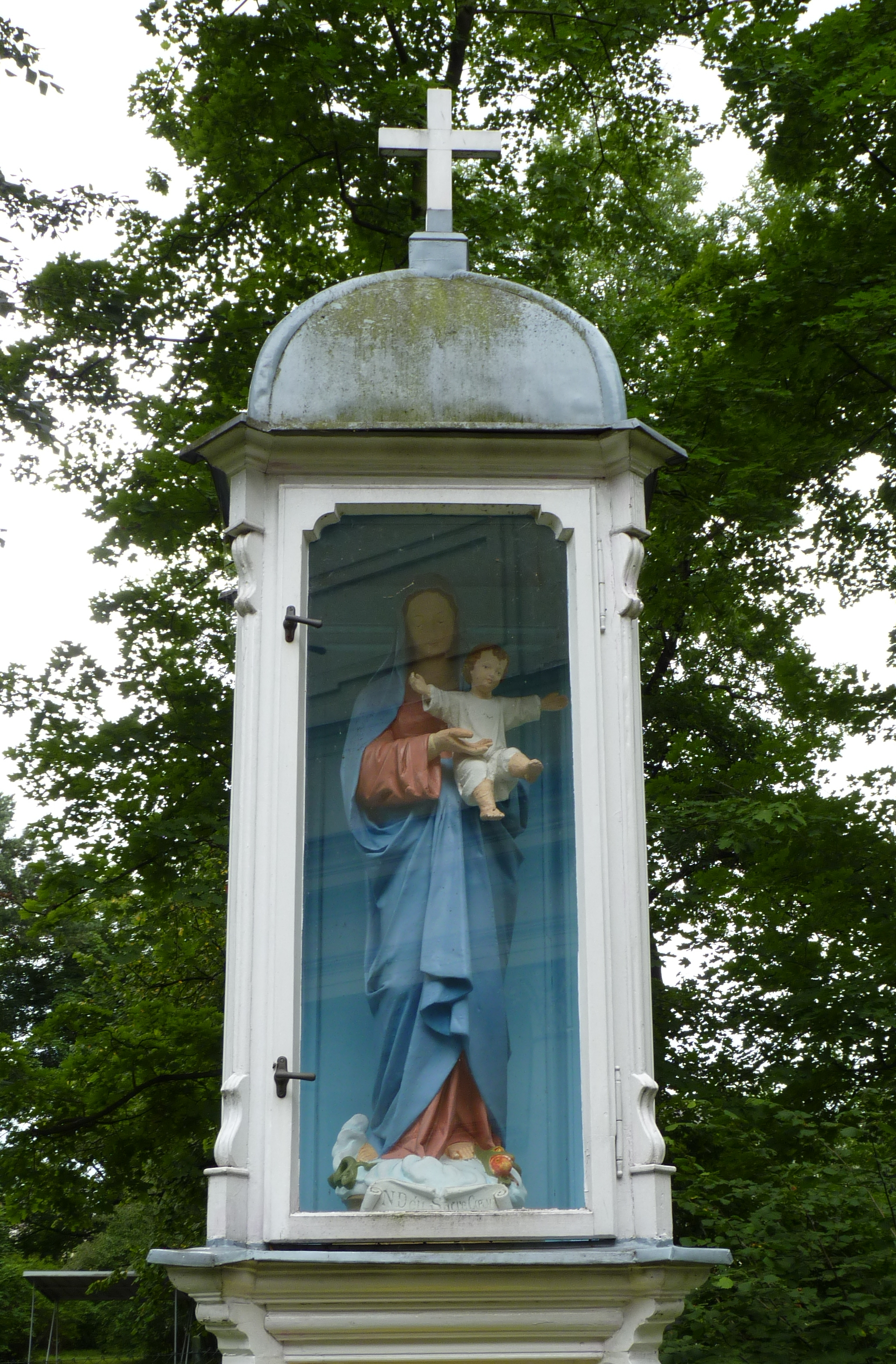
Madona s dítětem